# Лобачевский, Николай Иванович
Дореволюционные даты приводятся по юлианскому календарю.
Никола́й Ива́нович Лобаче́вский (20 ноября [1 декабря] 1792, Нижний Новгород — 12 [24] февраля 1856, Казань) — русский математик, один из первооткрывателей неевклидовой («гиперболической») геометрии, деятель университетского образования и народного просвещения.
Лобачевский впервые детально исследовал (в современной терминологии) неевклидов мир отрицательной кривизны, подробно описал его необычные геометрические, тригонометрические и аналитические свойства и публично предложил придать ему легальный статус. Он опередил своё время и до конца жизни остался непонятым, лишь в 1870-е годы пришла всемирная слава, сделавшая Лобачевского первым в ряду великих русских математиков XIX века. Английский математик Уильям Клиффорд назвал Лобачевского «Коперником геометрии». Новаторский подход Лобачевского проторил дорогу таким фундаментальным идеям в математике, как риманова геометрия, «Эрлангенская программа» Феликса Клейна и общая теория аксиоматических систем.
Лобачевский в течение 40 лет преподавал в Императорском Казанском университете, в том числе 19 лет руководил им в должности ректора; его активность и умелое руководство вывели университет в число передовых российских учебных заведений. По выражению Н. П. Загоскина, Лобачевский был «великим строителем» Казанского университета.

## Биография

### Родители, дата и место рождения
До конца 1940-х годов сведения о дате и месте рождения Н. И. Лобачевского были противоречивы. В 1948 году А. А. Андронов опубликовал статью о своих изысканиях по этому поводу, в которой указывал, что точной датой рождения математика следует считать 20 ноября 1792 года (по старому стилю), а местом — город Нижний Новгород. Позднее Н. И. Привалова установила местоположение дома матери, П. А. Лобачевской. Изыскания А. А. Андронова и Н. И. Приваловой стали общепризнанными, они способствовали тому, что Нижегородскому (тогда — Горьковскому) университету присвоили имя Н. И. Лобачевского (1956).
Николай — средний из троих сыновей Прасковьи Александровны Лобачевской (ок. 1765—1840), мужем которой был чиновник в геодезическом департаменте Иван Максимович Лобачевский (1760—1800). Сведения о жизни Ивана Максимовича чрезвычайно скудны. Известно, что дед, М. В. Лобачевский, был поляком, проживавшим в Малороссии. Около 1757 года князь Михаил Иванович Долгоруков, у которого М. В. Лобачевский был в услужении, разрешил ему жениться на своей крепостной Аграфене, а в 1775 году князь дал Аграфене вольную. Их сын, Иван Максимович, по рождении был крещён по католическому обряду, но позднее принял православие. Около 1797 года И. М. Лобачевский был направлен служить в межевую контору Нижнего Новгорода. Вскоре после переезда он тяжело заболел и умер в возрасте всего 40 лет, оставив троих детей и жену Прасковью Александровну в трудном материальном положении.
Существует также версия происхождения Н. И. Лобачевского, высказанная профессором математики Нижегородского университета Дмитрием Андреевичем Гудковым с опорой на архивы и литературные источники. Согласно ей, Николай Иванович Лобачевский и два его брата — Александр и Алексей — были внебрачными сыновьями Прасковьи Александровны Лобачевской и макарьевского землемера, капитана Сергея Степановича Шебаршина.

### Первые годы жизни (1792—1807)
В 1802 году Прасковья Александровна отдала всех троих сыновей в Казанскую гимназию, единственную в те годы во всей восточной части Российской империи, на «казённое разночинское содержание». Николай Лобачевский окончил гимназию в конце 1806 года, показав хорошие знания, особенно по математике и языкам — латинскому, немецкому, французскому. В проявившемся уже тогда его интересе к математике — большая заслуга преподавателя гимназии Григория Карташевского.
Вскоре после поступления Николая в гимназию расширились возможности для получения дальнейшего образования. 5 ноября 1804 года император Александр I подписал «Утвердительную грамоту» и «Устав Императорского Казанского университета». 14 февраля 1805 года происходит открытие университета. Ряд учителей гимназии, параллельно с исполнением прежних обязанностей, перешли преподавать в университет. И. Ф. Яковкин становится профессором истории, географии и статистики Российской империи и директором университета, Г. И. Карташевский — адъюнктом высшей математики, И. И. Эрих — адъюнктом древностей, латинского и греческого языков, Л. С. Левицкий — адъюнктом умозрительной и практической философии, И. И. Запольский — адъюнктом прикладной математики и опытной физики. Совет университета обратился к родителям воспитывающихся в Казанской гимназии детей с предложением отдать их после окончания курса гимназии для продолжения обучения в университете. П. А. Лобачевская ответила согласием. Старший брат Николая, Александр, был зачислен в университет сразу, 18 февраля 1805 года. Николай в июле 1806 года подвергся испытанию, но неудачно, однако 22 декабря того же года прошёл повторное испытание и 14 февраля 1807 года 15-летний Николай был зачислен в университет. В том же 1807 году стал студентом Казанского университета и младший брат Николая, Алексей.

### Молодые годы (1807—1814)
В первые годы лишь два курса относились к физико-математическим наукам. В двух полугодиях адъюнктом И. И. Запольским читался курс физики. В первом полугодии адъюнкт Г. И. Карташевский повторил со студентами общую арифметику, прочитал курс алгебры и перешёл к изложению дифференциального исчисления. Однако 5 декабря 1806 года, из-за конфликта с директором университета И. Ф. Яковкиным, он и ряд других преподавателей были уволены. Преподавать математику было поручено студентам. Студенты вели занятия и по другим дисциплинам.

Мартин Бартельс

Ситуация изменилась только в 1808 году с прибытием в университет видных немецких учёных, которых отобрал и пригласил тогдашний попечитель Казанского учебного округа Степан Румовский. В феврале 1808 года приехал профессор чистой математики Мартин Бартельс, друг и учитель великого немецкого математика Карла Фридриха Гаусса, превосходный педагог. 2 марта он открыл курс лекций по чистой математике. В сентябре того же года в Казань приезжает математик Каспар Реннер, а в 1810 году — профессор теоретической и опытной физики Франц Броннер и профессор астрономии Йозеф фон Литров.
Влияние новых талантливых преподавателей сказалось на интересах Николая. Если в 1808 году он наибольшее внимание уделял химии и фармакологии (которая в то время считалась медицинской наукой), то под влиянием Бартельса заинтересовался физико-математическими науками. Впрочем, оставалось и место для студенческих шалостей. Если в 1807 году в рапортах камерных студентов поведение Лобачевского признавалось хорошим, то в 1808 году за пиротехнические опыты (13 августа он вместе с товарищами запускал ракету) был наказан карцером. Шалости, тем не менее, не помешали Николаю стать 31 мая 1809 года камерным студентом, получив положительную аттестацию Яковкина, где отмечались не только хорошее поведение, но и успехи в науках. Однако вскоре начались неприятности. В январе 1810 года он вопреки запретам ходит в гости в новогодние праздники и участвовал в маскараде. За это он был лишён звания камерного студента и выплат на книги и учебные пособия. На последнем году обучения (1811) в рапорте о поведении Лобачевского отмечаются: упрямство, «мечтательное о себе самомнение, упорство, неповиновение», а также «возмутительные поступки» и даже «признаки безбожия». Над ним нависла угроза отчисления и отдачи в солдаты, но заступничество Бартельса и Броннера помогло отвести опасность. В 1811 году, окончив университет, Лобачевский получил степень магистра по физике и математике с отличием и был оставлен при университете; перед этим его заставили покаяться за «дурное поведение» и дать обещание впредь вести себя примерно.
Научная работа Лобачевского продолжалась. В конце августа 1811 года Литров вместе с Лобачевским и Симоновым наблюдал Большую комету. С октября того же года Бартельс начал заниматься с Лобачевским изучением классических работ Гаусса и Лапласа. Изучение этих работ стало стимулом для самостоятельных исследований. В конце 1811 года Лобачевский представил рассуждение «Теория эллиптического движения небесных тел». В 1813 году представлена ещё одна работа — «О разрешении алгебраического уравнения {\displaystyle x^{m}-1=0}». Кроме научных занятий, Николай занимался и педагогической деятельностью — работал со студентами и читал по арифметике и геометрии особые лекции для чиновников, не получивших университетского образования, но желающих получить должности 8 класса.
26 марта 1814 года 21-летний Лобачевский по ходатайству Броннера и Бартельса был утверждён адъюнктом чистой математики.

### Начало преподавательской деятельности (1814—1820)
Начало преподавательской деятельности Лобачевского совпало с коренными преобразованиями в университетской жизни. Организация университета стараниями попечителя Михаила Салтыкова была наконец приведена в соответствие с уставом 1804 года. 24 февраля 1814 года в должности ректора был утверждён Иван Браун, в университете выделяются четыре отделения (нравственно-политическое отделение, отделение физико-математических наук, словесное отделение, врачебное отделение), назначаются деканы отделений. Деканом отделения физико-математических наук был назначен Бартельс. Первым курсом, который было поручено преподавать молодому адъюнкту Лобачевскому, стал курс теории чисел по Гауссу и Лежандру. Этот курс он продолжал читать и в следующем 1815/1816 академическом году. В 1814 году ему были поручены также курсы геометрии и тригонометрии.
7 июля 1816 года Лобачевский по инициативе Салтыкова был утверждён экстраординарным профессором. Выборы не были гладкими, в совете университета, в который Салтыков подал представление на Лобачевского, возникли разногласия по поводу соответствия подобного избрания университетскому уставу. Оскорблённый Салтыков ходатайствовал напрямую министру и добился желаемого результата. После избрания экстраординарным профессором Лобачевскому доверили читать самые ответственные курсы. В 1816/1817 академическом году он читал курс арифметики, алгебры и тригонометрии по собственному конспекту, в 1817/1818 году — курс плоской и сферической геометрии, в 1818/1819 году — курс дифференциального и интегрального исчисления по Монжу и Лагранжу. 23 мая 1818 года Лобачевский утверждается в качестве члена Училищного комитета, ведающего училищами всего учебного округа.
Тем временем в сфере российского образования наметились угрожающие перемены. В 1816 году пост министра народного просвещения занял князь Александр Голицын, и уже в январе 1817 года Салтыков в одном из своих писем пишет: «Более нежели вероятно, что за исключением Московского все провинциальные университеты будут закрыты. Вопрос о закрытии Харьковского и Казанского университета уже стоит на очереди. Клингер, не желая присутствовать при похоронах своего университета, выходит в отставку. Я предполагаю поступить так же…» В 1817 году дела народного просвещения объединяются с делами вероисповеданий — образовывается министерство духовных дел и народного просвещения. Отставка Салтыкова была принята в 1817 году.

### Декан (1820—1827)

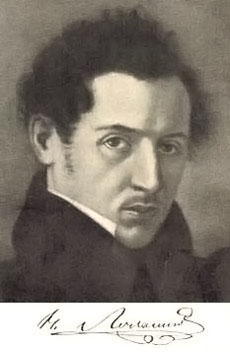
Ранее предполагалось, что это портрет Лобачевского кисти В. Щеголькова; сейчас доказано, что это другое лицо.

В 1819 году в Казань приехал ревизор, Михаил Магницкий, который дал крайне отрицательное заключение о состоянии дел в университете: хозяйственный беспорядок, склоки, отсутствие благочестия, в котором Магницкий видел «единое основание народного просвещения». Похвалы Магницкого удостоился только физико-математический факультет. В отчётном докладе он предложил вообще закрыть университет, но император Александр I наложил резолюцию: «Зачем уничтожать, лучше исправить». В результате Магницкого назначили попечителем учебного округа и поручили произвести «исправление». Он уволил 9 профессоров, изгнал с позором и без пенсии Яковкина как несправившегося, очистил университетскую библиотеку от «крамольных» книг, ввёл строгую цензуру лекций и казарменный режим, организовал кафедру богословия. Бартельс и другие иностранцы уехали, а 28-летнего Лобачевского, уже успевшего показать незаурядные организаторские способности, назначили вместо Бартельса деканом физико-математического факультета.
Круг его обязанностей был обширен — чтение лекций по математике, астрономии и физике, комплектация и приведение в порядок библиотеки, музея, физического кабинета, создание обсерватории и т. д. В списке служебных обязанностей есть даже «наблюдение за благонадёжностью» всех учащихся Казани. Отношения с Магницким поначалу были хорошими; в 1821 году попечитель представил Лобачевского к награждению орденом св. Владимира IV степени, который был утверждён и вручён в 1824 году. Однако постепенно их отношения обостряются — попечитель получает множество доносов, где Лобачевского вновь обвиняют в самонадеянности и отсутствии должной набожности, а сам Лобачевский в ряде случаев проявил непокорность, выступив против административного произвола Магницкого. Иван Лажечников, служивший при Магницком директором казанских училищ и инспектором университета (с 1823 по 1826 год), с отвращением вспоминал учебную обстановку

В университете была ломка всему, что в нём прежде существовало. Начальники, профессора, студенты, всё подчинялось строгой клерикальной дисциплине. Науки отодвинулись на задний план. Гонение на философию доходило до смешного фанатизма… преподавание многих учебных предметов, основываясь на богословских началах, как будто готовило студентов в духовное звание.

В эти годы Лобачевский подготовил оригинальный учебник по геометрии, осуждённый рецензентом (академиком Фуссом) за чрезмерный отход от Евклидовского канона и использование метрической системы мер:

Известно, что сие разделение выдумано было во время Французской революции, когда бешенство нации уничтожить преждебывшее распространилось даже до календаря и деления круга, но сия новизна в самой Франции уже оставлена.

Этот учебник так и не был опубликован при жизни автора. Другой написанный им учебник, по алгебре, удалось опубликовать только спустя 10 лет (1834).

М. Н. Мусин-Пушкин в 1830 году

В 1825 году Магницкий зашёл слишком далеко, написав министру просвещения Шишкову ряд доносов, где, помимо прочего, обвинил в либерализме брата императора Александра, будущего императора Николая I. Сразу после воцарения Николая I, в 1826 году, Магницкий был смещён с должности попечителя «за обнаруженные при ревизии злоупотребления» и предан суду сената.
Новым попечителем стал граф М. Н. Мусин-Пушкин, в молодости (1810) сдавший экзамены (на чин) в Казанском университете, после чего много лет служил командиром в казачьих войсках, участвовал в Отечественной войне 1812 года. По отзывам современников, отличался жёсткостью, но вместе с тем неукоснительной справедливостью и честностью, и был далёк от неумеренной религиозности. 3 мая 1827 года 34-летний Лобачевский тайным голосованием был избран ректором университета (11 голосами против 3). Вскоре Мусин-Пушкин надолго уехал в Петербург и в деятельность Лобачевского не вмешивался, всецело ему доверяя и изредка обмениваясь дружескими письмами.

### Ректор (1827—1845)

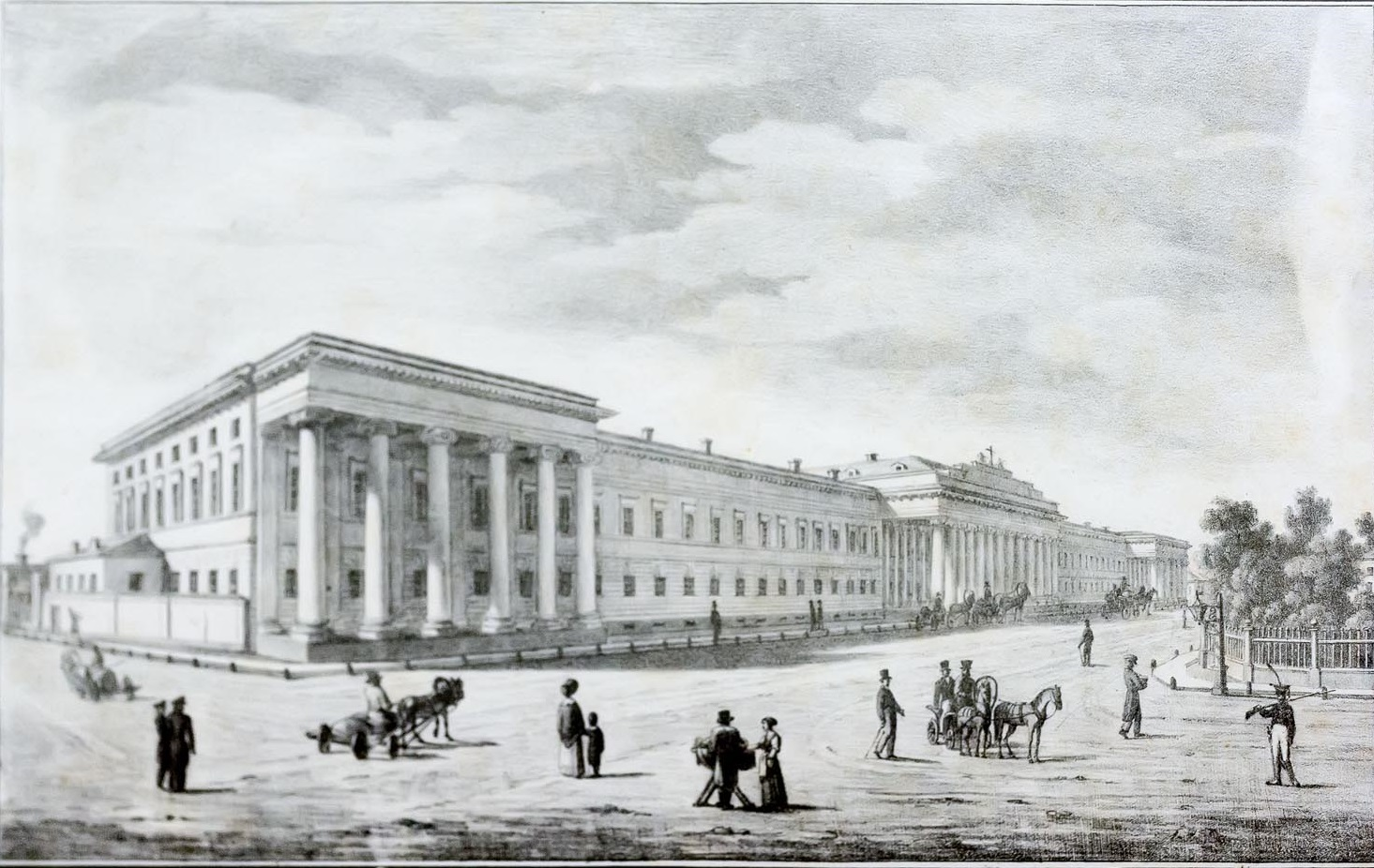
Казанский университет в 1830-е годы

Новый ректор, со свойственной ему энергией, сразу погрузился в хозяйственные дела — реорганизация штата, строительство учебных корпусов, механических мастерских, лабораторий и обсерватории, поддержание библиотеки и минералогической коллекции, участвует в издании «Казанского Вестника» и т. п.. Многое делал собственными руками. За время работы в университете он вёл курсы по геометрии, тригонометрии, алгебре, анализу, теории вероятностей, механике, физике, астрономии и даже гидравлике, часто замещал отсутствующих преподавателей. В дополнение к преподаванию Лобачевский читал научно-популярные лекции для населения. И одновременно он неустанно развивал и шлифовал главное дело своей жизни — неевклидову геометрию. Первый набросок новой теории — доклад «Сжатое изложение начал геометрии» Лобачевский сделал 11 (23) февраля 1826 года, дата этого выступления считается днём рождения неевклидовой геометрии.
1829—1830 годы — новая статья «О началах геометрии» в журнале «Казанский вестник».

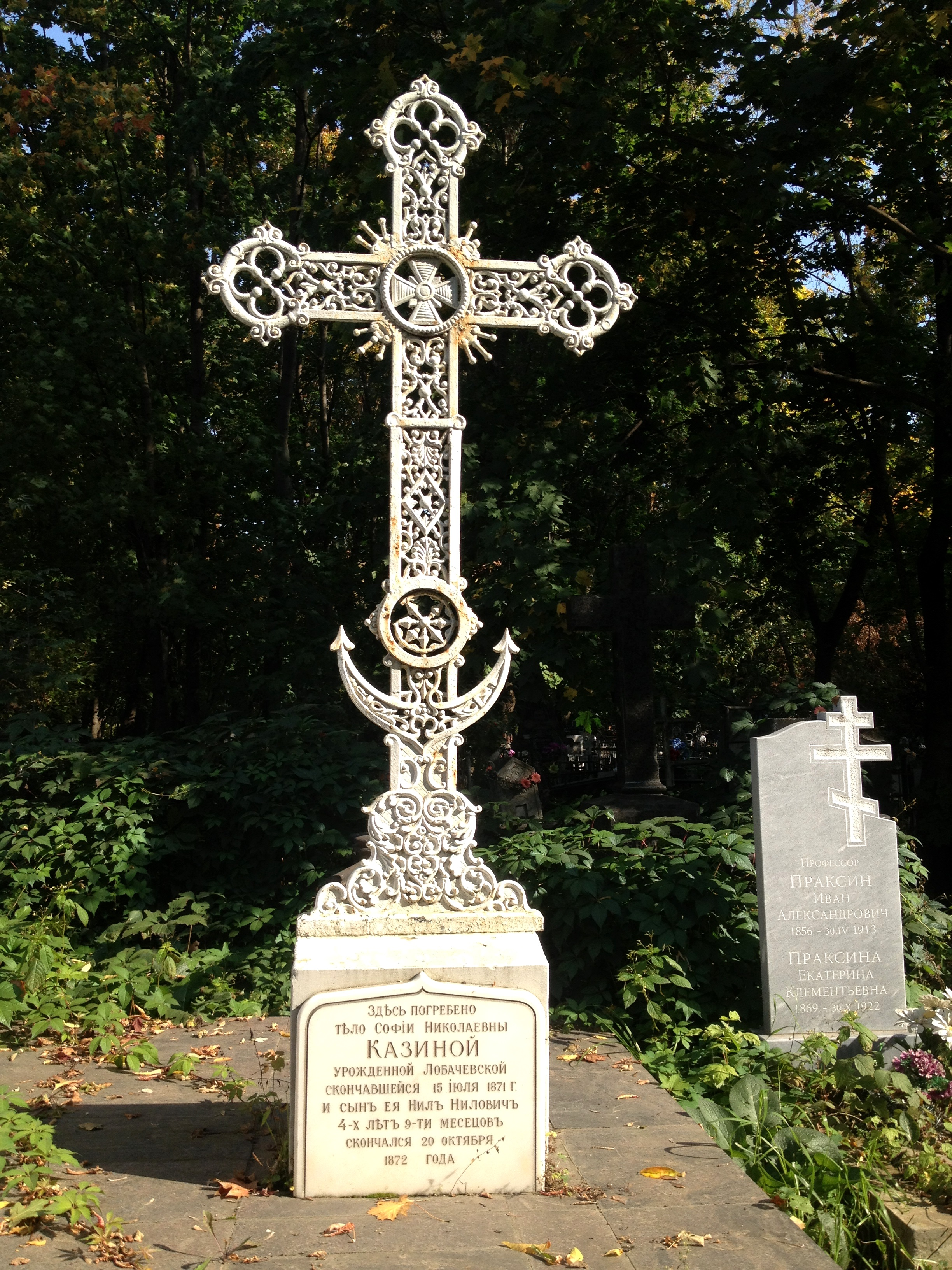
Могила С. Н. Казиной (Лобачевской) и её сына Н. Н. Казина (Арское кладбище Казани)

16 октября 1832 года в Крестовоздвиженской церкви при Казанском университете 39-летний «Императорского Казанского университета господин ректор и ординарный профессор, коллежский советник и кавалер Николай Иванович сын Лобачевский» был обвенчан с Варварой, дочерью отставного коллежского советника Алексея Фёдоровича Моисеева, которая была почти на 20 лет моложе мужа. Точное количество родившихся детей неизвестно. Согласно послужному списку, выжили семь детей. Известно, что одна из его дочерей — София Николаевна (в замужестве Казина) — состояла в браке с потомственным дворянином Нилом Дмитриевичем Казиным, в котором родила двух детей; скончалась 15 июля 1871 года и была похоронена рядом с отцом (там же похоронен её сын, внук Лобачевского, Н. Н. Казин, скончавшийся 20 октября 1872 года).
В 1832—1834 годы опубликованный труд Лобачевского по неевклидовой геометрии был подвергнут резкой невежественной критике в Петербурге (подробнее см. ниже). Его служебный авторитет пошатнулся, на третий срок (1833) Лобачевский избран ректором всего 9 голосами против 7. В 1834 году по инициативе Лобачевского вместо «Казанского вестника» начинается издание «Учёных записок Казанского университета», где, бросая вызов своим противникам, он публикует свои новые открытия. Петербургские академики оценивали научные труды Лобачевского неизменно отрицательно, ему так и не удалось защитить диссертацию.

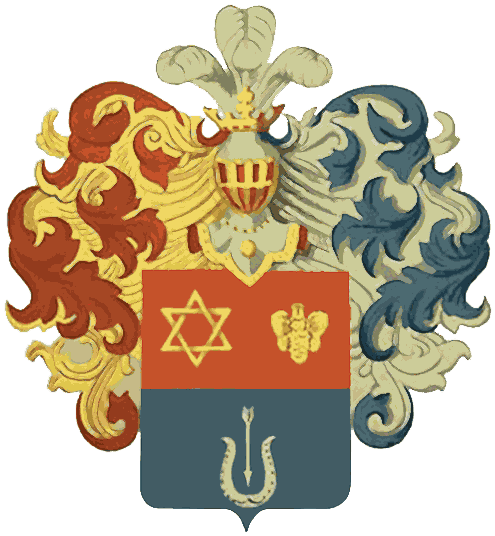
Герб Лобачевского, ОГ 11-127

Несмотря на осложнения, Мусин-Пушкин твёрдо поддержал Лобачевского, и постепенно ситуация несколько нормализовалась.
Лобачевский был ректором Казанского университета с 1827 по 1846 годы. На этот период пришлись эпидемия холеры (1830) и сильнейший пожар (1842), уничтоживший половину Казани. Благодаря энергии и умелым действиям ректора, жертвы и потери в обоих случаях были минимальны. Усилиями Лобачевского Казанский университет становится первоклассным, авторитетным и хорошо оснащённым учебным заведением, одним из лучших в России.
В 1836 году университет посетил император Николай I, остался доволен и наградил Лобачевского престижным орденом Анны II степени, дававшим право на потомственное дворянство. 29 апреля 1838 года «за заслуги на службе и в науке» Н. И. Лобачевскому было пожаловано дворянство и дан герб, в описании которого сказано: Щит пересечен. В первой, червленой части, золотая о шести лучах, составленная из двух трехугольников звезда и золотая пчела. Во второй, лазурной части, серебряная опрокинутая стрела, над такою же опрокинутою подковою. Щит увенчан дворянскими шлемом и короною. Нашлемник: три серебряных страусовых пера. Намет справа — червленый, с золотом, слева — лазурный, с серебром. Ректор Императорскаго Казанскаго Университета Николай Лобачевский в службу вступил в 1814 году; 1818 Декабря 31 произведен в Надворные Советники и, состоя в чине Статскаго Советника, 29 Апреля 1838 года получил диплом на потомственное дворянское достоинство. Герб Лобачевского внесён в Общий гербовник дворянских родов Всероссийской империи (часть 11, стр. 127).

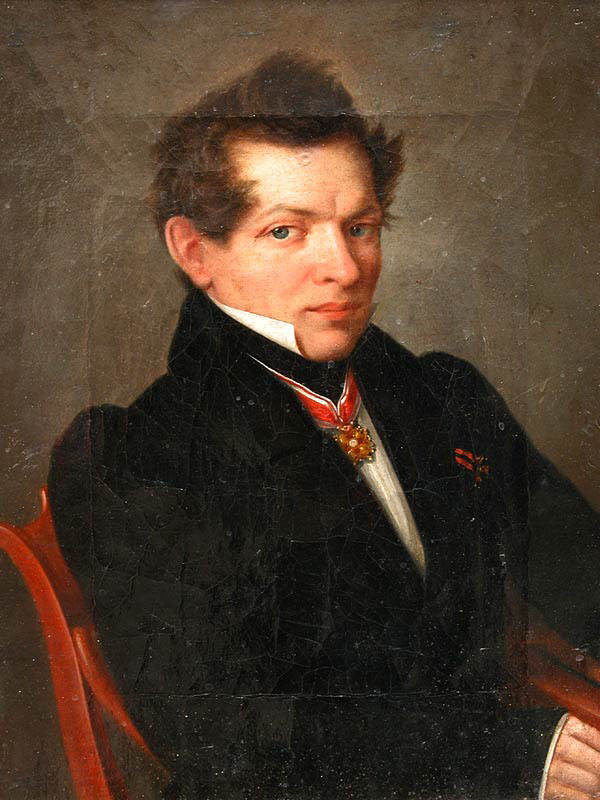
Портрет Лобачевского
работы Л. Д. Крюкова (между 1833 и 1836)

Кроме царя, Казанский университет встречал в эти годы и других именитых гостей: немецкого естествоиспытателя Александра фон Гумбольдта (1829), российского полярного исследователя адмирала Фердинанда Врангеля (тоже 1829). 5 сентября 1833 года, проездом в Оренбургскую губернию (для сбора материалов о Пугачёвском бунте), Казань посетил Александр Сергеевич Пушкин, но предположения о его встрече с Лобачевским не нашли подтверждения. Летом 1837 года побывал наследник цесаревич Александр Николаевич, будущий император Александр II, вместе с поэтом В. А. Жуковским путешествовавший по России. В 1844 году студентом Казанского университета стал 16-летний Лев Толстой, вспоминавший о встречах с Лобачевским: «Он был всегда таким серьёзным и настоящим „учёным“… Ко мне он очень добродушно относился, хотя студентом я был и очень плохим».
Конец 1830-х годов был печален для Лобачевского. Скончались Бартельс и Карташевский, а 27 февраля 1840 года в его доме умерла мать Прасковья Александровна.

### Последние годы (1845—1856)

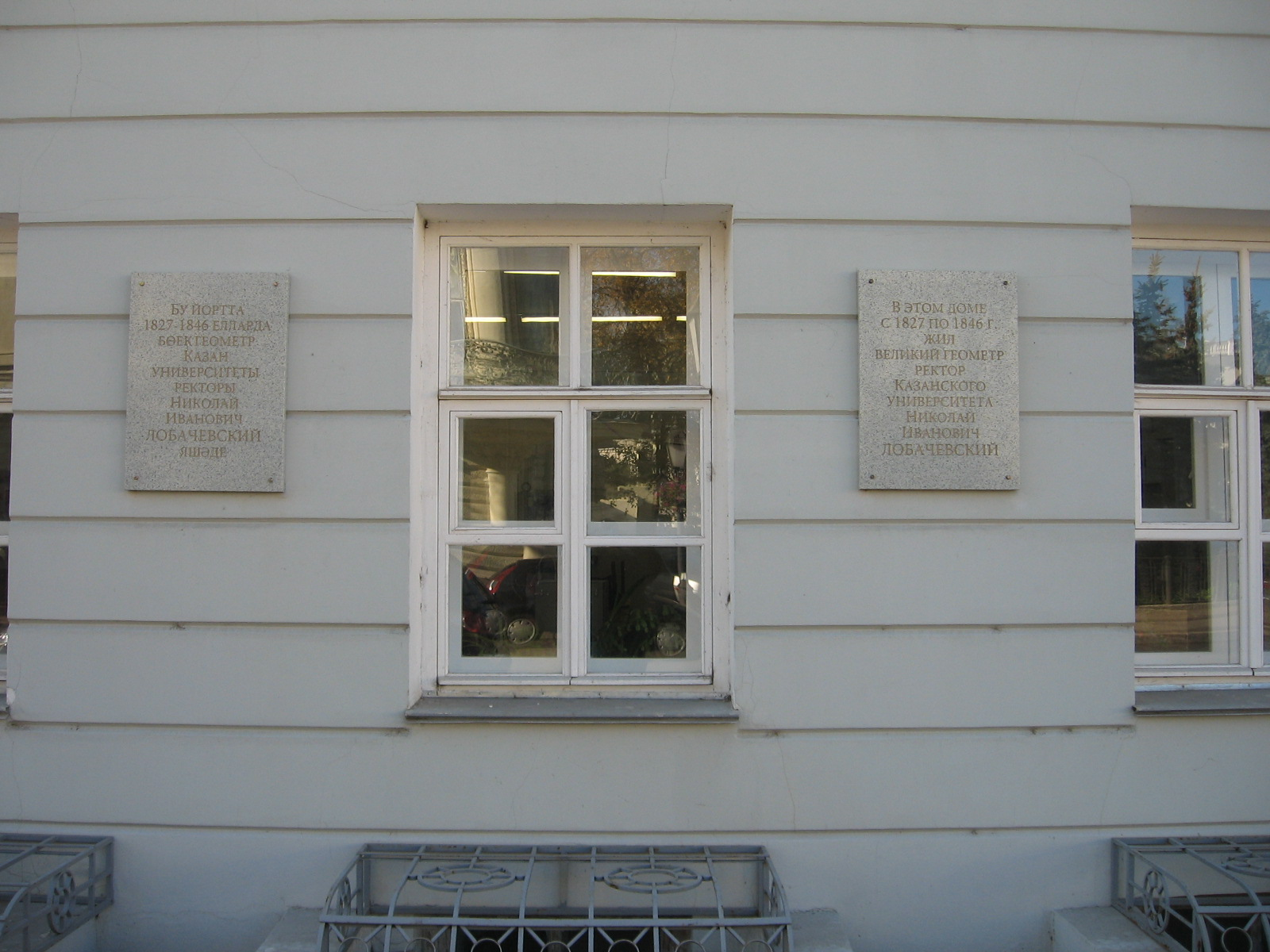
Памятная доска на Доме ректора,
в котором с 1827 по 1846 год жил Н. И. Лобачевский

В апреле 1845 года Мусин-Пушкин получил новое назначение — попечителем Петербургского учебного округа. Должность попечителя Казанского учебного округа с 18 апреля перешла к Лобачевскому. 20 ноября 1845 года Лобачевский был в шестой раз избран ректором на новое четырёхлетие, причём на этот раз единогласно.
Следующий 1846 год был для Лобачевского роковым. 8 февраля умерла его двухлетняя дочь Надежда. В этом же году, по истечении 30 лет службы, министерство, по уставу, должно было принять решение либо об оставлении Лобачевского и Симонова профессорами, либо о выборе новых преподавателей. 11 июня университетский совет сообщил министру, что «не находит никаких причин» отстранять Лобачевского и Симонова от преподавания. Сам Лобачевский в сдержанном письме поддержал Симонова, а в отношении себя оставил решение на усмотрение министра, в случае же отрицательной резолюции просил назначить на свою кафедру («чистой математики») А. Ф. Попова.

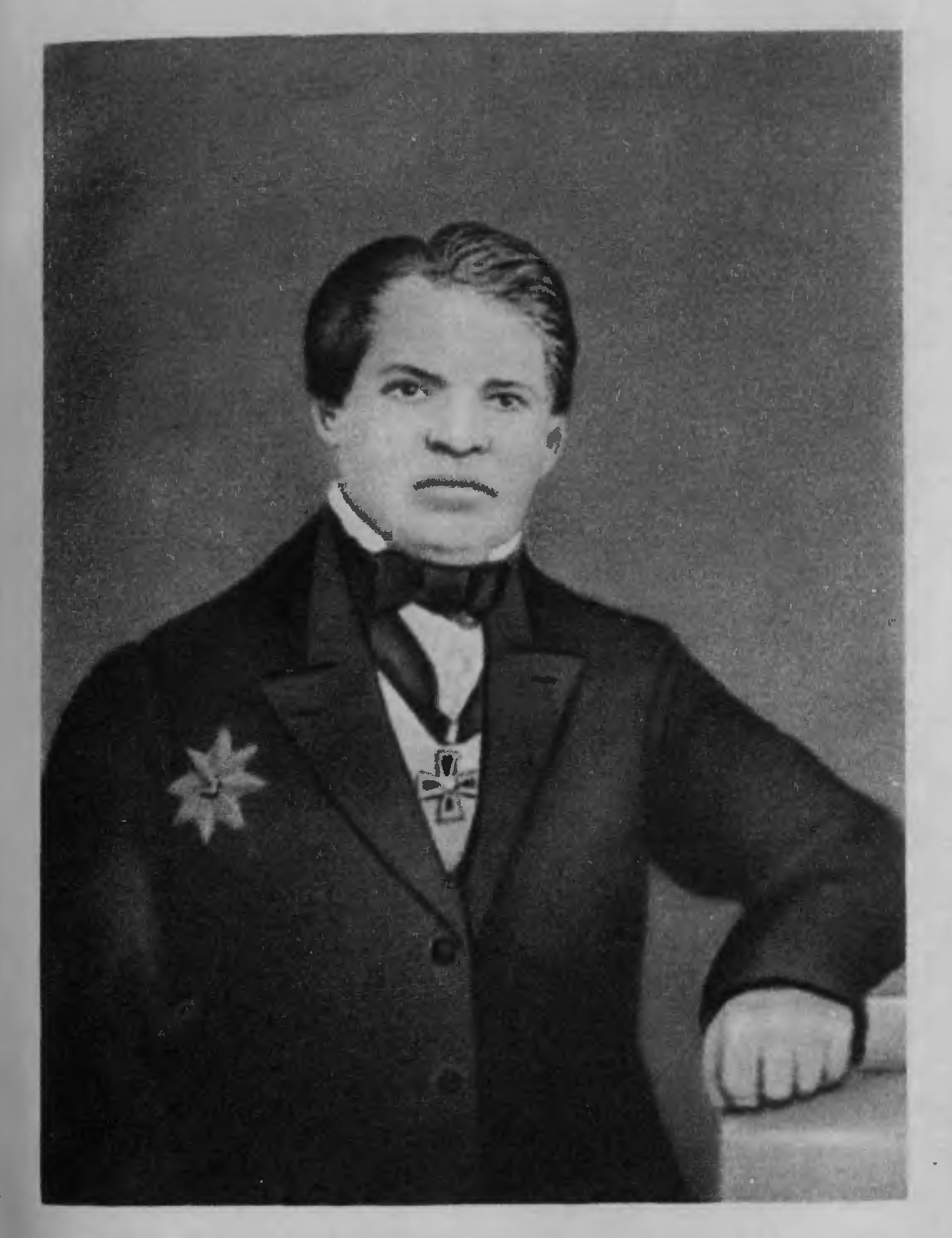
В последний год жизни (дагеротип 1855 г.)

Несмотря на мнение совета, 16 августа 1846 года Министерство «по указанию Правительствующего сената» отстранило Лобачевского не только от профессорской кафедры, но и от должности ректора. Он был назначен помощником попечителя Казанского учебного округа со значительным понижением в окладе. Кафедра, согласно его просьбе, была передана А. Ф. Попову, будущему академику. Ректором университета стал И. М. Симонов.
Вскоре Лобачевский разорился, дом в Казани и имение жены были проданы за долги. В 1852 году умер от туберкулёза старший сын Алексей, любимец Лобачевского. Здоровье его самого было подорвано, слабеет зрение. Но, несмотря на это, Лобачевский по мере сил старался участвовать в жизни университета. Он председательствовал в комиссии по празднованию 50-летия университета. Однако комиссия вскоре прекратила своё существование, так как император посчитал, что празднование юбилея излишне.
Последний труд учёного, «Пангеометрия», записали под диктовку ученики слепого учёного в 1855 году. Лобачевский скончался 12 (24) февраля 1856 года, почти в тот самый день, в который 30 годами ранее впервые обнародовал свою версию неевклидовой геометрии. Похоронен на Арском кладбище Казани.

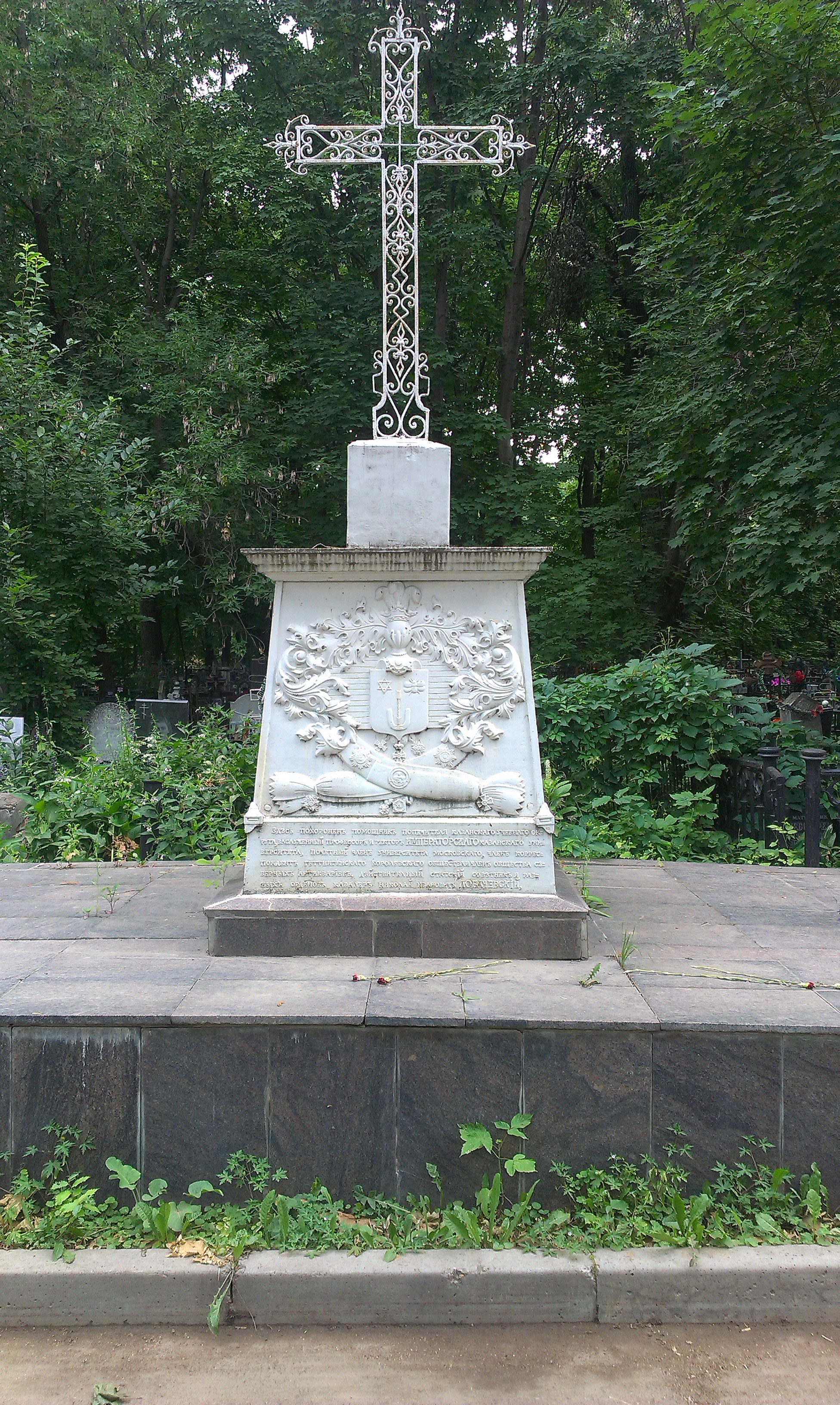
Могила Н. И. Лобачевского на Арском кладбище

Когда во второй половине 1860-х годов сочинения Лобачевского были уже повсеместно оценены по достоинству и переведены на все основные европейские языки, Казанский университет запросил 600 руб. на издание «Полного собрания сочинений по геометрии» Лобачевского. Осуществить этот проект удалось только спустя 16 лет (1883). Большие трудности встретились даже при подборе материала, так как многих трудов Лобачевского не оказалось ни в библиотеке, ни в книжных лавках, а некоторые ранние работы не найдены до сих пор.

## Геометрия Лобачевского
Сохранились студенческие записи лекций Лобачевского (от 1817 года), где им делалась попытка доказать пятый постулат Евклида, но в рукописи учебника «Геометрия» (1823) он уже отказался от этой попытки. В «Обозрениях преподавания чистой математики» за 1822/23 и 1824/25 годы Лобачевский указал на «до сих пор непобедимую» трудность проблемы параллелизма и на необходимость принимать в геометрии в качестве исходных понятия, непосредственно приобретаемые из природы.
7 (19) февраля 1826 года Лобачевский представил для напечатания в «Записках физико-математического отделения» сочинение: «Сжатое изложение начал геометрии со строгим доказательством теоремы о параллельных» (на французском языке). Но издание не осуществилось. Рукопись и отзывы не сохранились, однако само сочинение было включено Лобачевским в его труд «О началах геометрии» (1829—1830), напечатанный в журнале «Казанский вестник». Это сочинение стало первой в мировой литературе серьёзной публикацией по неевклидовой геометрии, или геометрии Лобачевского.

Наглядное представление геометрии Лобачевского: через точку M проведено три прямые, не пересекающие прямую D

Лобачевский считает аксиому параллельности Евклида произвольным ограничением. С его точки зрения, это требование слишком жёсткое, ограничивающее возможности теории, описывающей свойства пространства. В качестве альтернативы предлагает другую аксиому: на плоскости через точку, не лежащую на данной прямой, проходит более чем одна прямая, не пересекающая данную. Разработанная Лобачевским новая геометрия не включает в себя евклидову геометрию, однако евклидова геометрия может быть из неё получена предельным переходом (при стремлении кривизны пространства к нулю). В самой геометрии Лобачевского кривизна отрицательна. Уже в первой публикации Лобачевский детально разработал тригонометрию неевклидова пространства, дифференциальную геометрию (включая вычисление длин, площадей и объёмов) и смежные аналитические вопросы.
Однако научные идеи Лобачевского не были поняты современниками. Его труд «О началах геометрии», представленный в 1832 году советом университета в Академию наук, получил у М. В. Остроградского отрицательную оценку. В иронически-язвительном отзыве на книгу Остроградский откровенно признался, что он ничего в ней не понял, кроме двух интегралов, один из которых, по его мнению, был вычислен неверно (на самом деле ошибся сам Остроградский). Среди других коллег также почти никто Лобачевского не поддержал, росли непонимание и невежественные насмешки. Другой петербургский академик, В. Я. Буняковский, опубликовал статью с «развенчанием» неевклидовой геометрии даже в 1871 году, когда работы Бельтрами уже прославили Лобачевского как первооткрывателя «гиперболической геометрии».
Венцом травли стал издевательский анонимный пасквиль (подписанный псевдонимом С. С.), появившийся в журнале Ф. Булгарина «Сын отечества» в 1834 году:

Для чего же писать, да ещё и печатать, такие нелепые фантазии? <…> Как можно подумать, чтобы г. Лобачевский, ординарный профессор математики, написал с какой-нибудь серьёзной целью книгу, которая немного бы принесла чести и последнему приходскому учителю? Если не учёность, то по крайней мере здравый смысл должен иметь каждый учитель, а в новой геометрии нередко недостает и сего последнего. <…> Новая Геометрия <…> написана так, что никто из читавших её почти ничего не понял.

Судя по содержанию этой заметки, её писал человек с математическим образованием, вероятнее всего, кто-то из окружения Остроградского (в статье содержатся те же необоснованные критические замечания, что и в отзыве Остроградского). Степень участия в затее самого Остроградского историкам выяснить не удалось.
Попытка Лобачевского напечатать в том же журнале ответ на пасквиль была проигнорирована редакцией. Несмотря на осложнения, Лобачевский, уверенный в своей правоте, продолжал работу. В 1835—1838 годах он опубликовал в «Учёных записках» статьи о «воображаемой геометрии», а затем вышла наиболее полная из его работ «Новые начала геометрии с полной теорией параллельных».

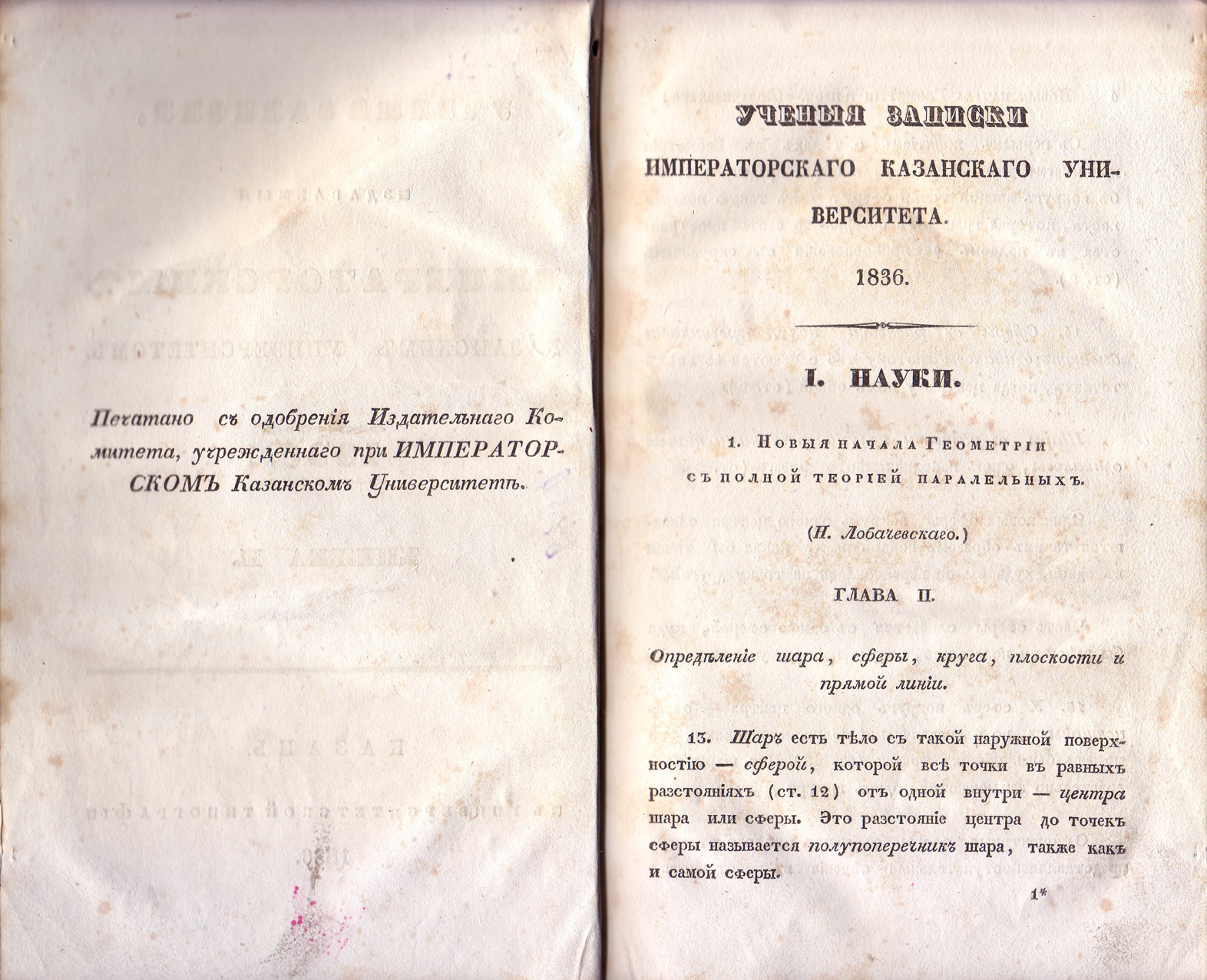
Статья «Новые начала геометрии с полной теорией параллельных» (1835—1838)
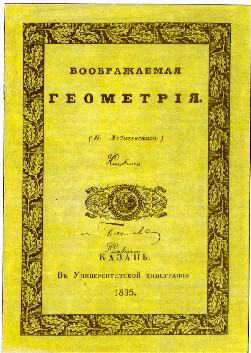
Титульный лист книги «Воображаемая геометрия» (1837)
Титульный лист немецкого издания «Геометрических исследований по теории параллельных» (1840)

Не найдя понимания, Лобачевский попытался изложить свои идеи в максимально доступном виде, причём не только в России, но и за рубежом. В 1837 году статья Лобачевского «Воображаемая геометрия» на французском языке (Géométrie imaginaire) появилась в авторитетном берлинском журнале Крелле, а в 1840 году Лобачевский опубликовал на немецком языке небольшую книгу «Геометрические исследования по теории параллельных», где содержится чёткое и систематическое изложение его основных идей. Два экземпляра получил Карл Фридрих Гаусс, «король математиков» той поры. Как много позже выяснилось, Гаусс и сам тайком развивал неевклидову геометрию, однако так и не решился опубликовать что-либо на эту тему, полагая, что научная общественность ещё не готова воспринять столь радикальные идеи. Ознакомившись с результатами Лобачевского, он восторженно отозвался о них, но лишь в своих дневниках и в письмах близким друзьям. Например, в письме астроному Г. Х. Шумахеру (1846) Гаусс так оценил труд Лобачевского:
Вы знаете, что уже 54 года (с 1792 г.) я разделяю те же взгляды (с некоторым развитием их, о котором не хочу здесь упоминать); таким образом, я не нашёл для себя в сочинении Лобачевского ничего фактически нового. Но в развитии предмета автор следовал не по тому пути, по которому шёл я сам; оно выполнено Лобачевским мастерски, в истинно геометрическом духе. Я считаю себя обязанным обратить Ваше внимание на это сочинение, которое, наверное, доставит Вам совершенно исключительное наслаждение.

Бюст Лобачевского на аллее выдающихся учёных близ Московского университета на Воробьёвых горах

Гаусс выразил свою симпатию к идеям русского учёного косвенно: он рекомендовал избрать Лобачевского иностранным членом-корреспондентом Гёттингенского королевского научного общества как «одного из превосходнейших математиков русского государства». Гаусс также начал изучать русский язык, чтобы ознакомиться с деталями открытий казанского геометра. Избрание Лобачевского состоялось в 1842 году и стало единственным прижизненным признанием научных заслуг Лобачевского. Однако положения Лобачевского оно не укрепило, ему осталось работать в родном университете ещё четыре года. Его новая статья (решение некоторых проблем анализа) вновь получает резко отрицательный отзыв Остроградского (1842).
Как выяснили историки науки, венгерский математик Янош Бойяи независимо от Лобачевского и немного позднее (1832) опубликовал свою версию неевклидовой геометрии. Но и его публикация не привлекла внимания современников.
Лобачевский умер непризнанным, не дожив до торжества своих идей всего 10-12 лет. Вскоре ситуация в науке коренным образом изменилась. Большую роль в признании трудов Лобачевского сыграли исследования Э. Бельтрами (1868), Ф. Клейна (1871), А. Пуанкаре (1883) и др. Построенные ими интерпретации геометрии Лобачевского (модель псевдосферы, модель Бельтрами — Клейна и модель Пуанкаре) доказали, что геометрия Лобачевского непротиворечива в той же мере, что и евклидова геометрия.
Осознание того, что у евклидовой геометрии имеется полноценная альтернатива, произвело огромное впечатление на научный мир и придало импульс другим новаторским идеям в математике и физике. В частности, геометрия Лобачевского оказала решающее влияние на появление римановой геометрии, «Эрлангенской программы» Феликса Клейна и общей теории аксиоматических систем.

## Другие научные достижения
Лобачевский получил ряд ценных результатов и в других разделах математики: так, в алгебре он разработал, независимо от Ж. Данделена, метод приближённого решения уравнений, в математическом анализе получил ряд тонких теорем о тригонометрических рядах, уточнил понятие непрерывной функции, дал признак сходимости рядов и др. В разные годы он опубликовал несколько содержательных статей по алгебре, теории вероятностей, механике, физике, астрономии и проблемам образования.

## Ученики
- Больцани, Иосиф Антонович
- Зинин, Николай Николаевич, ставший академиком-химиком.
- Попов, Александр Фёдорович.
- Янишевский, Эраст Петрович.

## Награды и почести

Памятник Н. И. Лобачевскому в Казани, скульптор Мария Диллон

В течение жизни Н. И. Лобачевский получил за неутомимую и плодотворную служебную деятельность ряд наград:
- 1818 — как профессор получил чин надворного советника.
- 3 февраля 1824 — орден Святого Владимира 4-й степени, чин коллежского советника.
- 1831 — личная благодарность царя за успешную борьбу с эпидемией холеры и перстень с бриллиантом. После женитьбы Лобачевский продал перстень и вложил деньги в развитие овцеводства в своём имении[62].
- 6 декабря 1833 — орден Святого Станислава 2-й степени, чин статского советника.
- 2 июня 1836 — орден Святой Анны 2-й степени, звание потомственного дворянина (утверждено в 1838 году).
- 1838 — чин действительного статского советника[63].
- 1841 — звание заслуженного профессора по выслуге 25 лет.
- 1842 — по рекомендации Гаусса избран членом-корреспондентом Гёттингенского королевского научного общества.
- 23 октября 1842 — орден Святого Владимира 3-й степени, к 50-летию.
- 28 октября 1844 — орден Святого Станислава 1-й степени.
- 6 декабря 1852 — орден Святой Анны 1-й степени, к 60-летию.
- 1855 — по случаю столетия Московского университета избран его почётным членом, с вручением серебряной медали.
- Серебряная медаль Императорского Московского общества сельского хозяйства — за усовершенствование в обработке шерсти овец-мериносов[62].

## Память

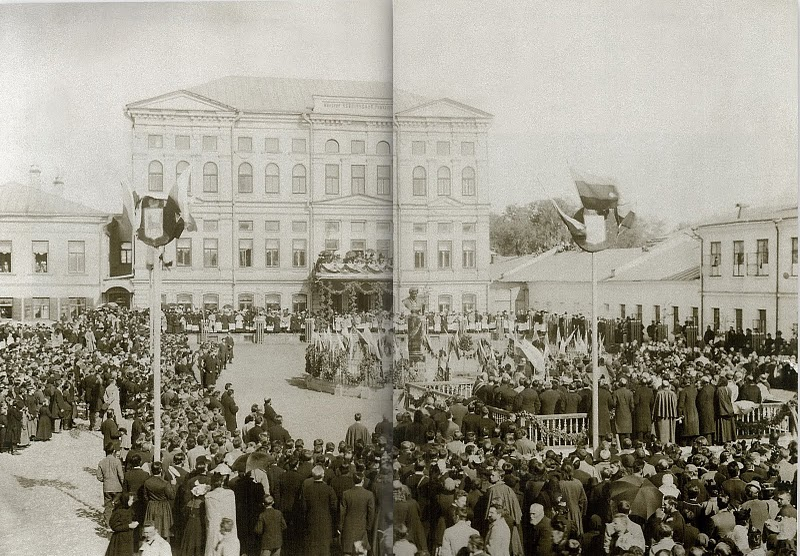
Торжественное открытие памятника Н. И. Лобачевскому в Казани, 1 сентября 1896 года
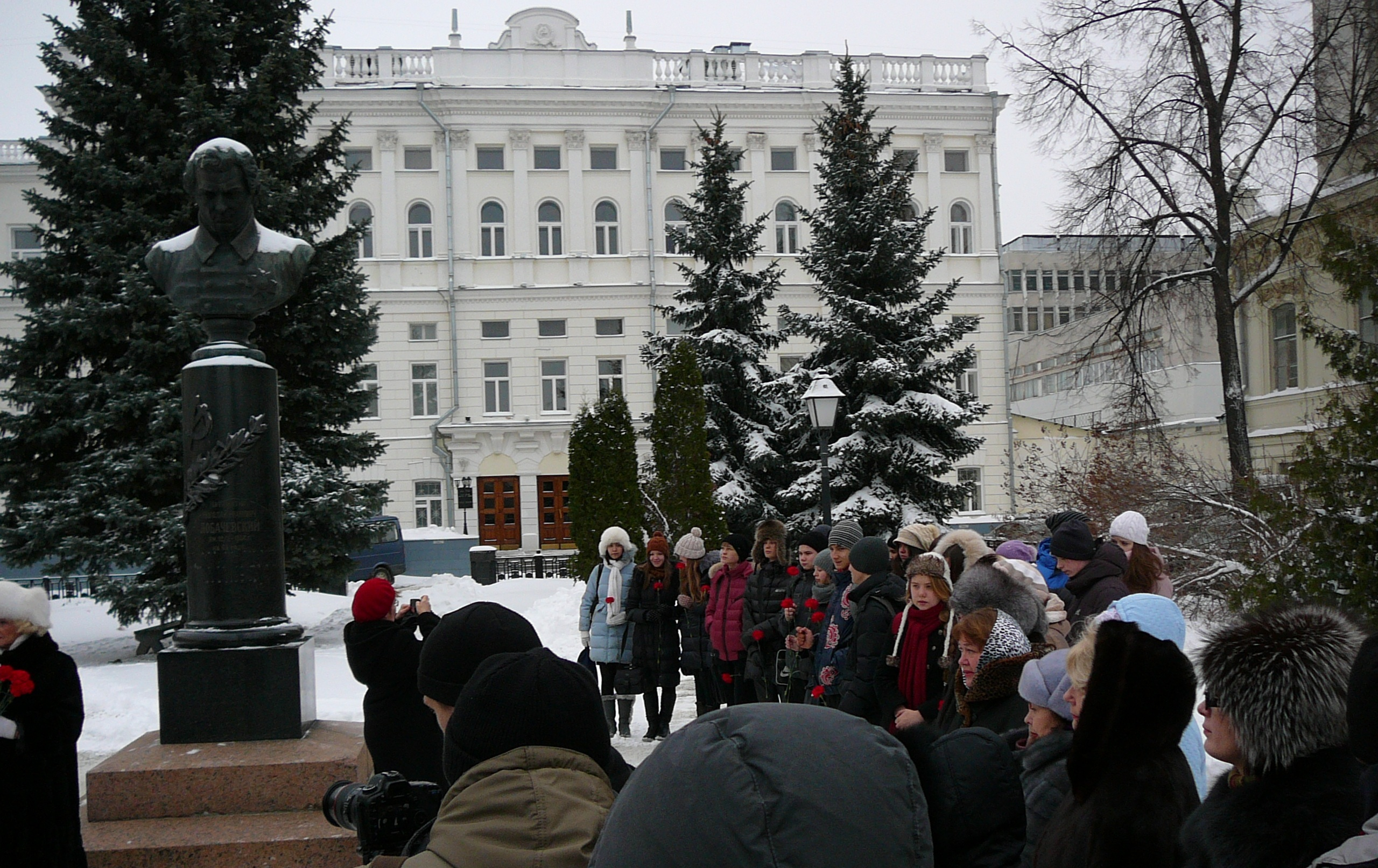
Ежегодное празднование дня рождения Н. И. Лобачевского участниками Поволжской математической олимпиады студентов

В 1892 году в России и в других странах широко отметили 100-летний юбилей Лобачевского. Была учреждена международная премия имени Н. И. Лобачевского (1895), в Казани открыт памятник учёному (скульптор М. Л. Диллон, архитектор Н. Н. Игнатьев) (1896).
200-летие Лобачевского отмечалось в 1992 году. Банком России была выпущена памятная монета в серии «Выдающиеся личности России».
В 1994 году в городе Козловка (Чувашия), в котором некогда располагалось имение Н. И. Лобачевского (тогда это была деревня Слободка Чебоксарского уезда), состоялось открытие дома-музея Лобачевского.
225-летие Н. И. Лобачевского праздновалось в 2017 году. Казанским (Приволжским) федеральным университетом была возрождена международная премия Н. И. Лобачевского с вручением медали.
В 2017 году в Казанском (Приволжском) федеральном университете, в доме, где Н. И. Лобачевский проживал с 1827 по 1846 год, открылся мемориальный Музей Н. И. Лобачевского.
В честь Лобачевского названы:
- Нижегородский государственный университет имени Н. И. Лобачевского, Нижний Новгород. 20 марта 1956 года вышел указ Президиума Верховного Совета СССР о присвоении имени Н. И. Лобачевского Горьковскому (Нижегородскому) университету (Казанский университет с 1925 по 2010 год носил имя В. И. Ульянова-Ленина, Ленин учился там с сентября по декабрь 1887 года)[65].
- Малая планета (1858) Лобачевский[66].
- Кратер на обратной стороне Луны (9,76°N, 113,07°E).
- Научная библиотека Казанского университета.
- Улицы Лобачевского в различных населённых пунктах государств бывшего СССР.
- Один из самолётов Аэрофлота[67].
- Лицей им. Н. И. Лобачевского при КФУ (Казань).
- Технопарк имени Н. И. Лобачевского (Иннополис).
- Первый университетский лицей имени Н. И. Лобачевского (Усть-Лабинск)[68].

Юбилейные медали, монеты и марки
1895 год
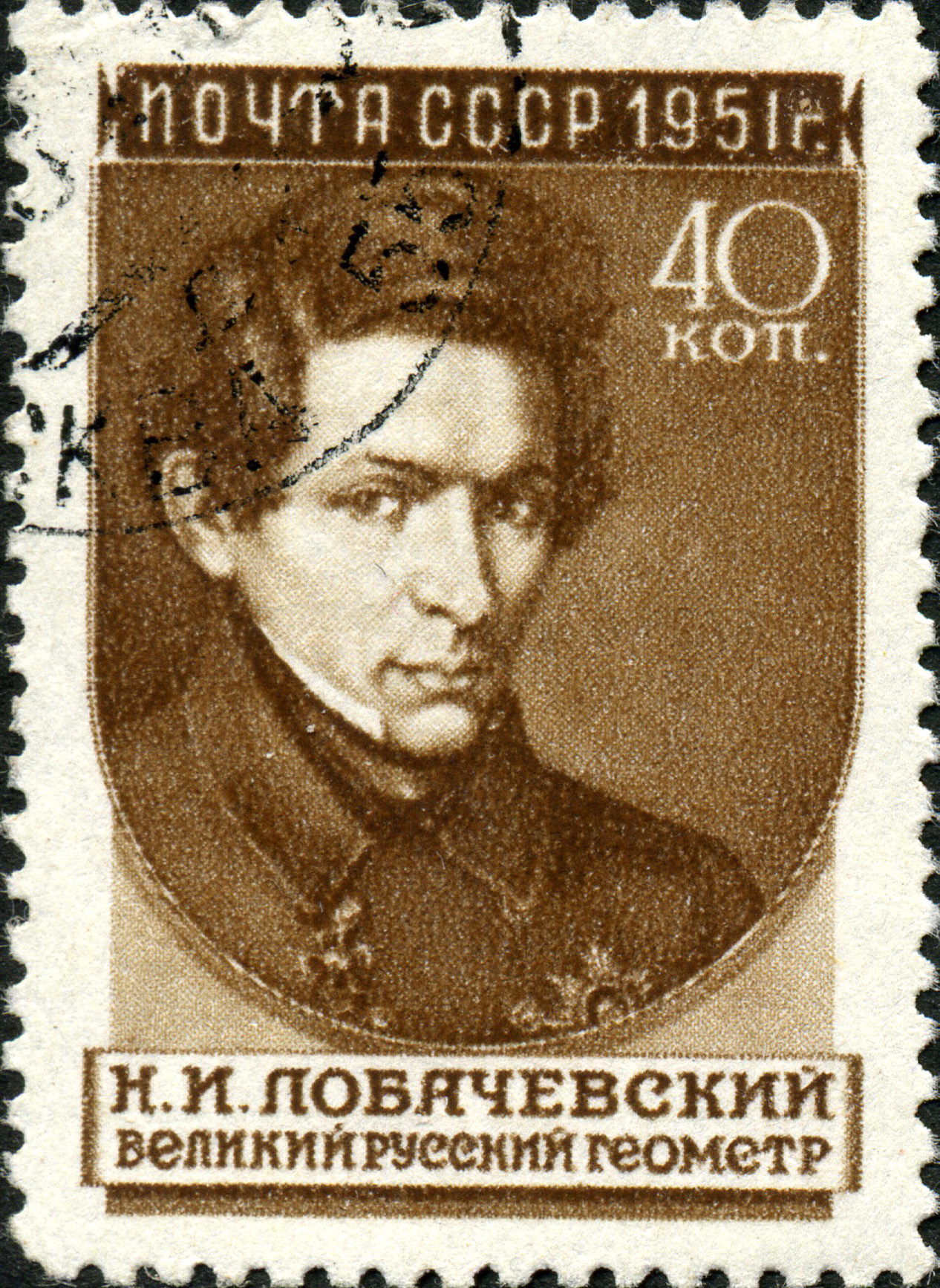
1951 год
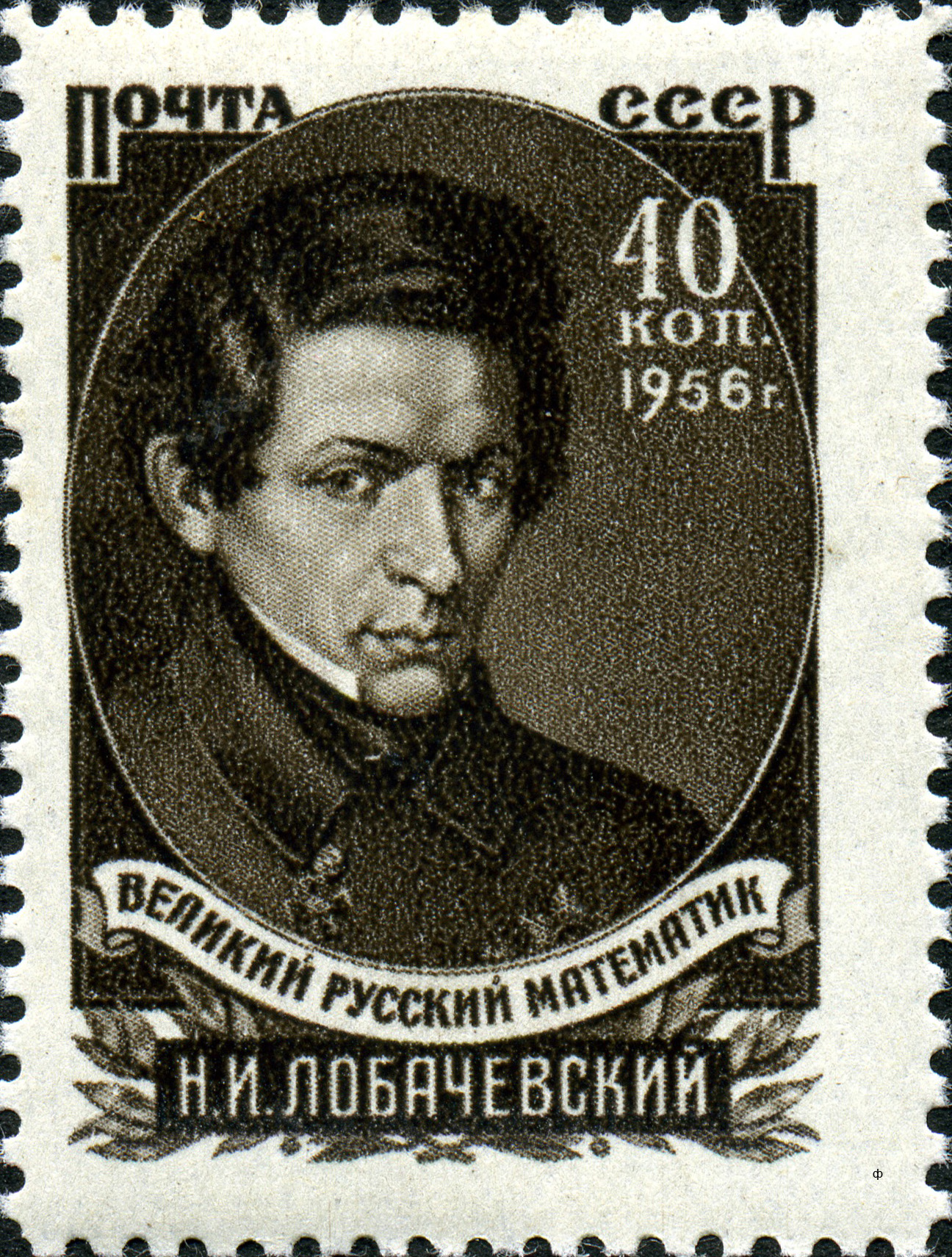
1956 год
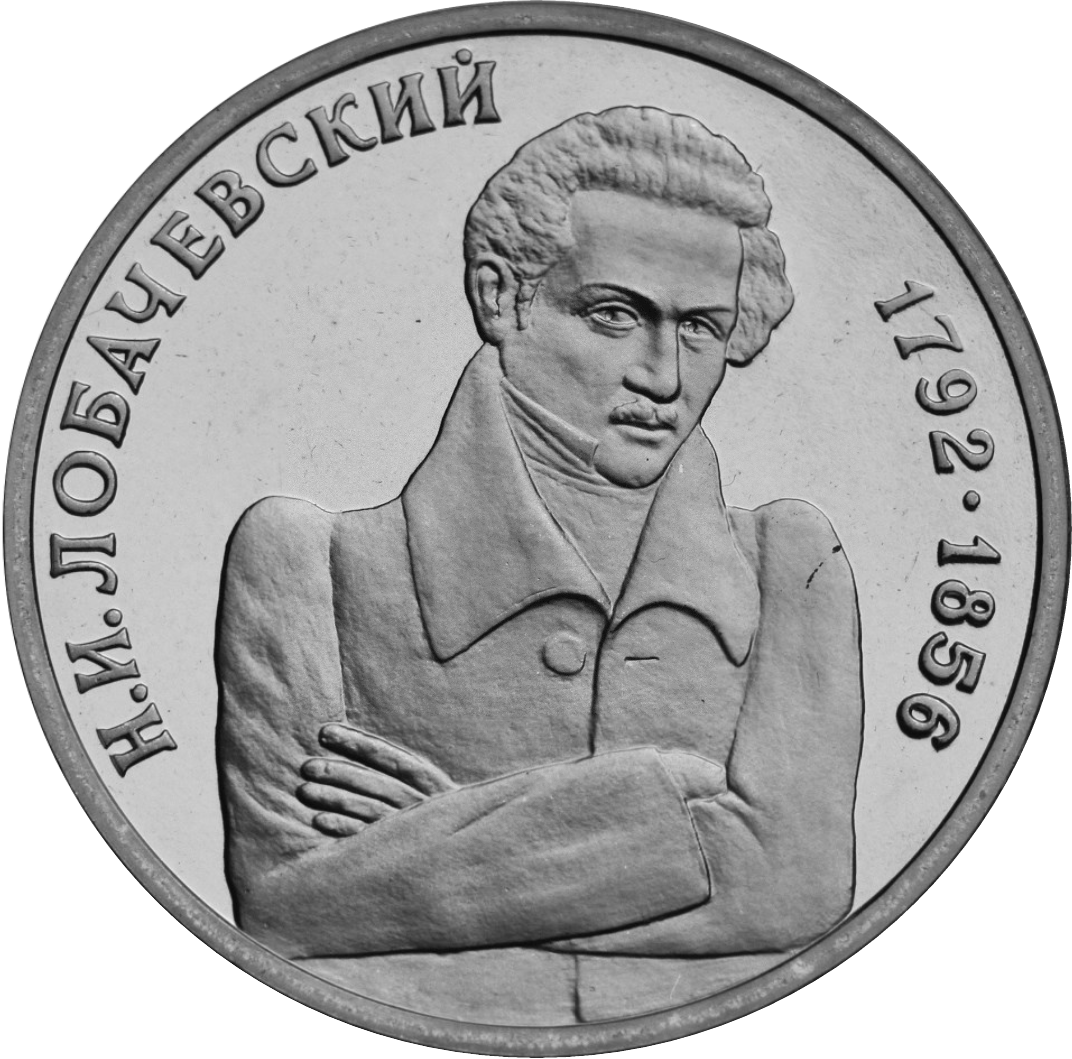
1992 год

### В литературе и искусстве
Велемир Хлебников в поэме «Ладомир» использовал образ «новой геометрии» как символ революционной переделки мира:
   Это Разина мятеж,

   Долетев до неба Невского,

   Увлекает и чертеж

   И пространство Лобачевского.
В фантастическом романе Пола Андерсона «Операция „Хаос“» призраки Лобачевского и Бойяи были призваны героями для помощи в измерении, подчиняющемся законам неевклидовой геометрии.
В 1950-х годах американский композитор, певец и математик Том Лерер написал сатирическую песню, герой которой, начинающий математик, утверждает, будто узнал от Николая Ивановича Лобачевского, что «секретом успеха в математике является плагиат». Однако позже Лерер признался, что не собирался обвинять русского математика в чём-либо, а имя Лобачевского использовал исключительно из-за его звучания (solely for prosodic reasons).
В 1965 году татарский учёный и писатель Джавад Тарджеманов опубликовал документальный роман «Юность Лобачевского (Рождение гения)» (Казань: Татарское книжное издательство), посвящённый годам обучения в университете и нелёгким взаимоотношениям с Яковкиным и Магницким. Роман переиздавался в 1968 году, а в 1987 году вышел под названием «Юность Лобачевского. Старт гения».
В своём стихотворении о судьбе России «Конец Прекрасной Эпохи» (1969 год) Иосиф Бродский упоминает мир Лобачевского как метафору:
   Жить в эпоху свершений, имея возвышенный нрав,

   к сожалению, трудно. Красавице платье задрав,

   видишь то, что искал, а не новые дивные дивы.

   И не то чтобы здесь Лобачевского твердо блюдут,

   но раздвинутый мир должен где-то сужаться, и тут —

      тут конец перспективы.
На эти стихи написана одноимённая песня в сольном альбоме солиста группы «Сплин» Александра Васильева.
Евгений Евтушенко посвятил Лобачевскому главу в поэме «Казанский университет»; события жизни учёного упоминаются и в других главах этой поэмы.

### Прижизненные издания
- О резонансе или взаимном колебании воздушных столбов. Казанский вестник, № 24, 1828. Реферат работы английского физика Уитстона (Wheatstone. On the resonances or reciprocated vibrations of columns of air. Quarterly Journal, 1828), с примечаниями H. И. Лобачевского.
- О средней температуре воздуха и почвы в некоторых местах Восточной России. С примечаниями редакции, принадлежащими Н. И. Лобачевскому. Казанский вестник, 1829.
- О началах геометрии. Казанский вестник, 1829—1830.
- Алгебра или вычисление конечных. Казань, 1834.
- Условные уравнения для движения и положения главных осей обращения в твёрдой системе. Учёные записки Московского университета, 1834.
- Понижение степени в двучленном уравнении, когда показатель без единицы делится на 8. Учёные записки Казанского университета, 1834, кн. I.
- Об исчезании тригонометрических строк. Учёные записки Казанского университета, 1834, кн. II.
- Речь о важнейших предметах воспитания, прочитанная 5 июля 1828 г. Казанский вестник, август 1832. Предисловие к 1-й книжке Учёных записок Казанского университета. 1834.
- Способ уверяться в исчезании бесконечных строк и приближаться к значениям функций от весьма больших чисел. Учёные записки Казанского университета, 1835, кн. II.
- Воображаемая геометрия. Учёные записки Казанского университета, 1835.
  - Французский перевод (составленный Н. И. Лобачевским): Geometrie imaginaire: Journal für die reine und angewandte Mathematik. 17, 1837.
- Ueber die Convergenz der unendlichen Reilien (О сходимости бесконечных рядов). Приложение к изданию наблюдений метеорологической обсерватории Казанского университета (Meteorologische Beobachtungen aus dem Lehrbezirk der Kaiserlichen Russisclien University Kazan, 1835—1836, 1841).
- Применение воображаемой геометрии к некоторым интегралам. Учёные записки Казанского университета, 1836.
- Новые начала геометрии с полной теорией параллельных. Учёные записки Казанского университета, 1835—1838.
- Geometrische Untersuchungen zur Theorie der Parallellinien (Геометрические исследования по теории параллельных прямых). Berlin: Fincke, 1840.
- Sur ia probabilité des résultats moyens tirés d’observations répetées. (О вероятности средних результатов, полученных из повторных наблюдений). Journal für die reine und angewandte Mathematik, 24, 1842. Напечатано также в Journal de mathématiques pures et appliquées, 24, 1842.
- Полное затмение солнца в Пензе 26 июня 1842 г. Учёные записки Казанского университета, 1842, кн. III. С. 51―83. Перепечатано в Журнале Министерства народного просвещения, 1843, т. XXXIX.
- Пангеометрия. Учёные записки Казанского университета, 1855, кн. I.
  - Pangéométrie ou Précis de géométrie fondée sur une théorie générale et rigoureuse des parallèles (Пангеометрия). Сборник учёных статей, написанных профессорами Казанского университета в память пятидесятилетия его существования. Казань, 1856.
- Подробный разбор рассуждения, представленного магистром А. Ф. Поповым под названием «Об интегрировании дифференциальных уравнений гидродинамики, приведённых к линейному виду», на степень доктора математики и астрономии. Приложение к диссертации А. Ф. Попова, Казань, 1845.
- О значении некоторых определённых интегралов. Учёные записки Казанского университета, 1852, кн. IV.

### Сборники трудов
- Н. И. Лобачевский. Полное собрание сочинений по геометрии.
  - Том 1. Сочинения на русском языке. — Казань, 1883. — 560 с.
  - Том 2. Сочинения на французском и немецком языках. — Казань, 1886. — 158 с.
- Н. И. Лобачевский. Геометрические исследования по теории параллельных линий, Перевод, комментарии, вступительные статьи и примечания профессора В. Ф. Кагана. М.—Л.: изд-во Академии Наук СССР, 1945, 176 с.
- Н. И. Лобачевский. Полное собрание сочинений в пяти томах. М.: ГИТТЛ.

Том 1, 1946 год.
Геометрические исследования по теории параллельных линий.
О началах геометрии.
Том 2, 1949 год.
Геометрия. Новые начала геометрии с полной теорией параллельных.
Том 3, 1951 год.
Воображаемая геометрия.
Применение воображаемой геометрии к некоторым интегралам.
Пангеометрия.
Тома 4—5, 1951 год.
Работы в других областях, письма.
- Н. И. Лобачевский. Избранные труды по геометрии. Серия: Классики науки. — М.: Изд-во Академии Наук СССР, 1956.
- Об основаниях геометрии. Сборник классических работ по геометрии Лобачевского и развитию её идей. — М.: Гостехиздат, 1956.
  - Н. И. Лобачевский. О началах геометрии. (1 часть). Воображаемая геометрия. (1 часть). Новые начала геометрии с полной теорией параллельных (Вступление).

## Комментарии
1. ↑  Биографы-современники сообщают, что Лобачевский в период обучения не раз проявлял непослушание. Впоследствии, будучи ректором, он снисходительно относился к безобидным студенческим выходкам.
2. ↑  Камерный студент — студент, назначенный администрацией в некоторых университетах России для наблюдения за жизнью и поведением казённокоштных студентов за что получал 60 рублей в год, а также компенсацию на приобретение книг.
3. ↑  Должность адъюнкта просуществовала до 1863 года, пока не была введена должность доцента.
4. ↑  Лобачевский стал читать лекции по астрономии вместо профессора Симонова, присоединившегося в 1819 году к морской экспедиции Беллинсгаузена и Лазарева.
5. ↑  См. список лауреатов. Архивная копия от 8 июня 2011 на Wayback Machine

### Художественные произведения о Лобачевском
- Заботин И. П. Лобачевский. — М.: Молодая гвардия, 1956. — 584 с.
- Тарджеманов, Джавад. Серебряная подкова. — Москва: Советский писатель, 1979. — 415 с.
- Тарджеманов, Джавад. Юность Лобачевского (рождение гения): документальный роман. — Казань: Татарское книжное издательство, 1987. — 334 с.